# Jobst I. (Schaumburg)
Jobst I. von Holstein-Schauenburg (* 1483; † 5. Juni 1531) war ab 1527 Graf von Holstein-Schauenburg.

## Leben
Jobst war das einzige Kind von Johann IV. von Holstein-Schauenburg (* 1449; † 30. März 1527) und Cordula von Gehmen († 1528). Außer der Stammgrafschaft Schaumburg regierte er Holstein-Pinneberg und die Herrschaft Gemen. Während seiner Regierungszeit breitete sich in den Gebieten rings um seine Ländereien die Reformation aus. Jobst war jedoch ein Anhänger des Katholizismus und verschaffte mehreren seiner Söhne geistliche Pfründen. Er starb nur vier Jahre nach seinem Vater. Sein ältester überlebender Sohn, der zum Geistlichen bestimmte Adolf, übernahm 20-jährig die Regierung.
Die Straßen Josthöhe und Jostweg in Hamburg-Hummelsbüttel, das damals zur Grafschaft Holstein-Pinneberg gehörte, wurden nach ihm benannt.

## Ehe und Kinder
1506 heiratete er Gräfin Maria von Nassau-Dietz (1491–1547), die Tochter Johanns V. von Nassau. Ihre Kinder waren unter anderen:
- Otto (* ~1507; † zwischen 25. Juni 1514 und 1517)
- Heinrich (* kurz vor 3. September 1509; † 2. Mai 1529)
- Adolf III. (1511–1556), von 1547 bis 1556 Kurfürst und Erzbischof von Köln
- Johann V. (* ca. 1512, reg. 1531–1544, † 1560), ⚭ 1555 mit Gräfin Elisabeth von Ostfriesland (1531–1558)
- Cordula (1516–1542)
⚭ (I.) am 8. April 1529 Graf Everwin von Bentheim (* ~ 1450; † 13. Dezember 1530)
 ⚭ (II.) 1536 mit Gumprecht II. von Neuenahr-Alpen
- Otto IV. (* 1517, reg. 1544–1576 bis 1560 mit Johann V., gest. 1576)
- Anton (* um 1517; † 1558), von 1557 bis 1558 Kurfürst und Erzbischof von Köln
- Elisabeth (~1522–1545) zunächst Äbtissin, ⚭ 1537 Graf Johann VI. von Sayn zu Sayn, Mutter von Heinrich IV. von Sayn zu Sayn
- Wilhelm II. († 1580), Propst von Meschede und Hildesheim
- Jobst II. (* ca. 1520, reg. 1557–1581 in der Herrschaft Gemen, † 1581), ⚭ 1561 mit Elisabeth von Palland († 1606)
- Erich († 1563)
- Ernst (~1528–1586), ⚭ Maria von Hohenlohe († 1565), Tochter von Graf Georg